# Королевский павильон
«Королевский павильон» (англ. Royal Pavilion) в Брайтоне (Великобритания) — бывшая приморская резиденция королей Великобритании, памятник архитектуры «индо-сарацинского стиля», или стиля «пикчуреск».

## История

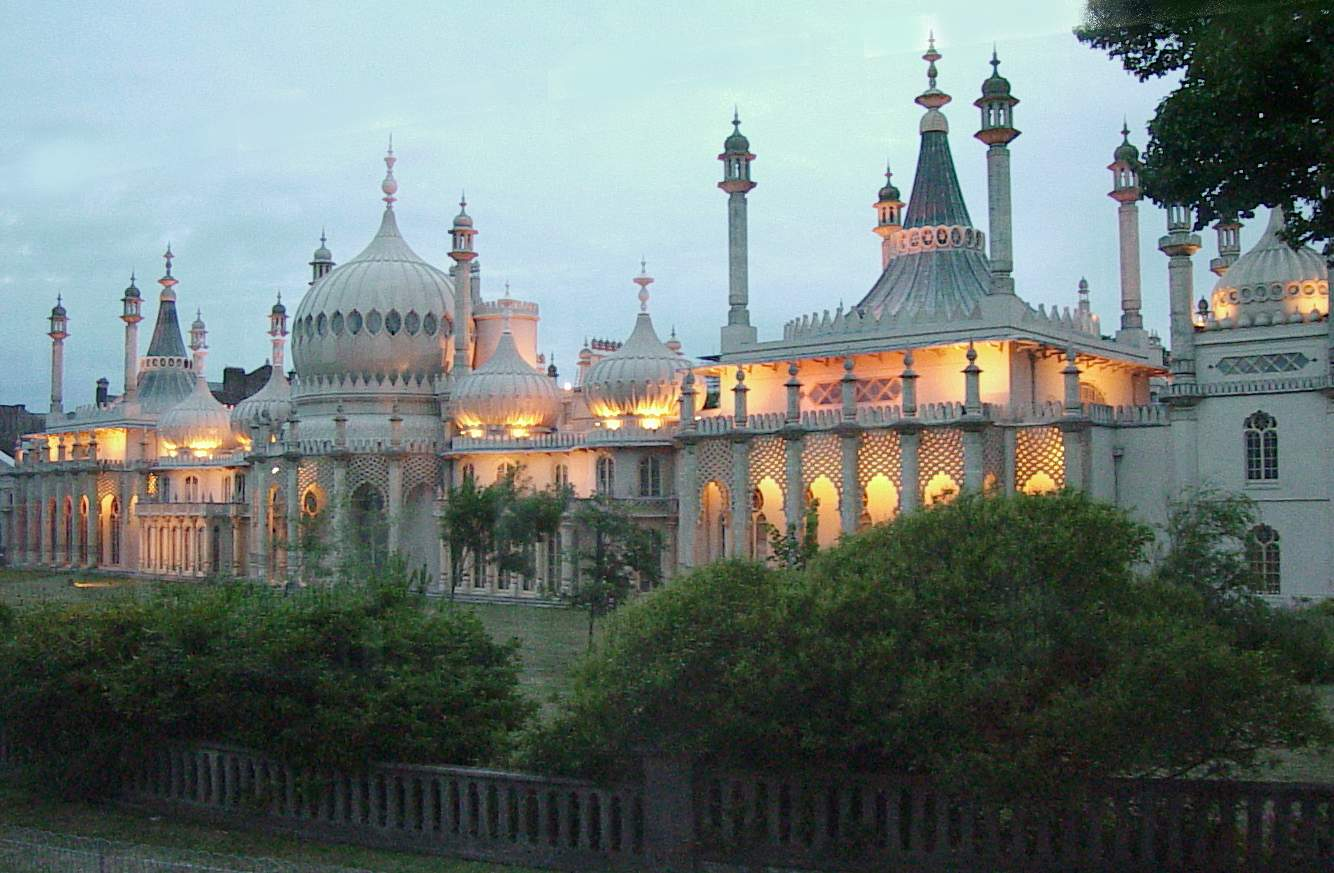
Павильон ночью

Принц Уэльский, будущий король Георг IV, впервые посетил брайтонский курорт в 1783 году, а с 1786 года обосновался там в арендованном доме — как по совету врача, так и ради частных встреч со своей возлюбленной, Мэри-Энн Фитцгерберт. В конце XVIII — XIX века на земле, выкупленной Георгом, архитекторы Генри Холланд и Уильям Порден выстроили первый Павильон.
В 1815—1822 годах архитектор Джон Нэш полностью перестроил Павильон в «индо-сарацинском стиле». Внутреннее убранство было выполнено смешанным из индийских, мавританских и китайских мотивов (шинуазри), типичных для колониального стиля периода регентства принца Георга. В этой экзотической постройке эклектика и следование модному тогда сарацинскому, или мавританскому, стилю, соединялись с конструктивными новациями технического века. Огромный луковичный купол с необычными по форме окнами сделан на чугунном каркасе с облицовкой медными листами. Декор интерьеров, в основном по рисункам английского художника, декоратора интерьеров Фредерика Крейса, был также создан из кованного и литого металла, с окраской маслом «под старину». Такое причудливое соединение в духе историзма художественного мышления получило в Англии наименование стиля «пикчуреск» (англ. picturesque  — живописный).
После смерти короля Георга IV в 1830 году Павильоном пользовался король Вильгельм IV. Его наследница, королева Виктория, посетила Брайтон лишь один раз, в 1845 году, и пожелала избавиться от ненужного дворца. В 1849 году Павильон приобретён городом Брайтоном. Во время Второй мировой войны здесь размещался военный госпиталь; после реставрации 1980-х годов в Павильоне работает музей, а по особым случаям его залы сдаются в аренду под свадьбы и прочие торжества.

## Галерея

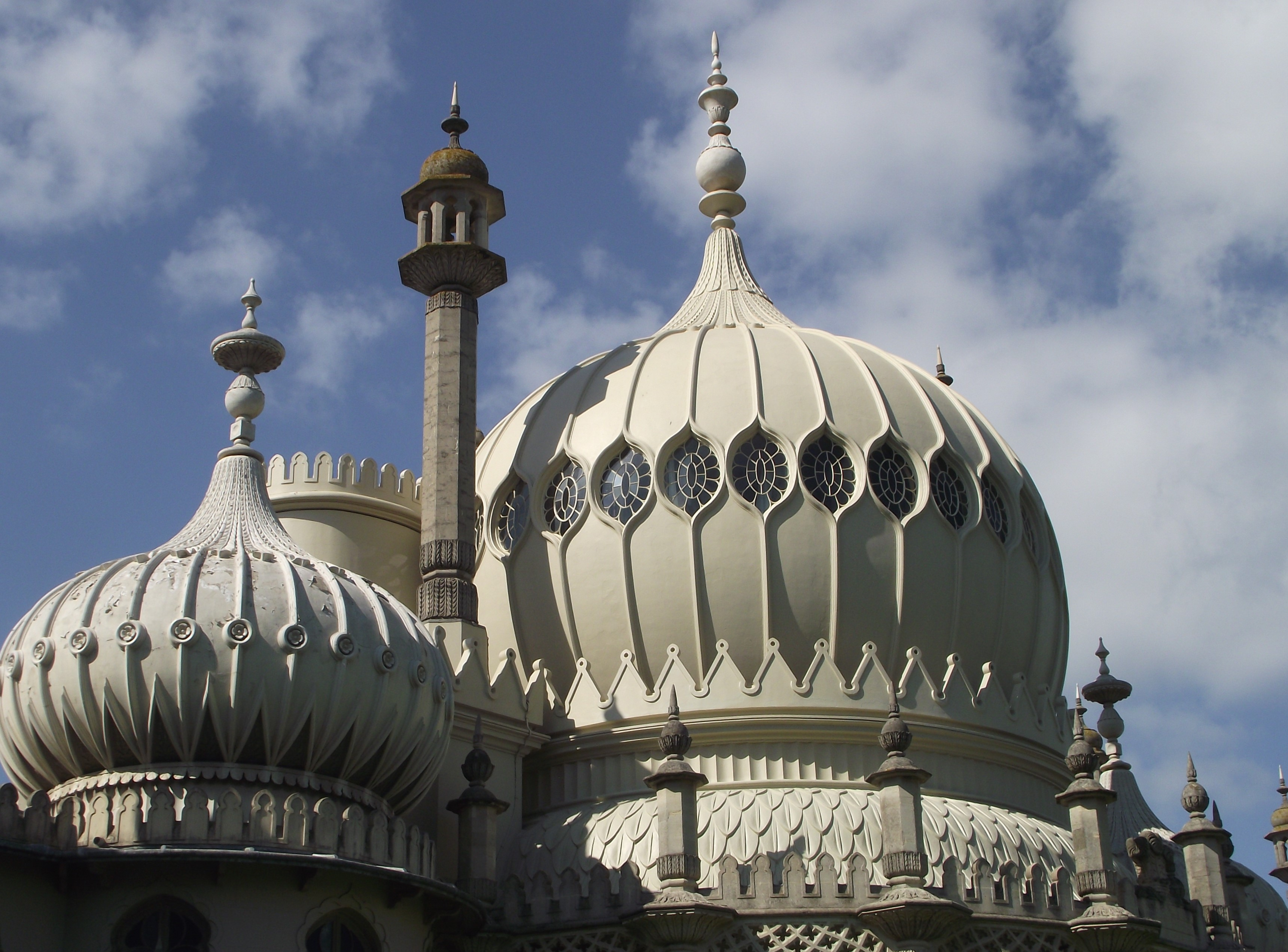
Купола павильона
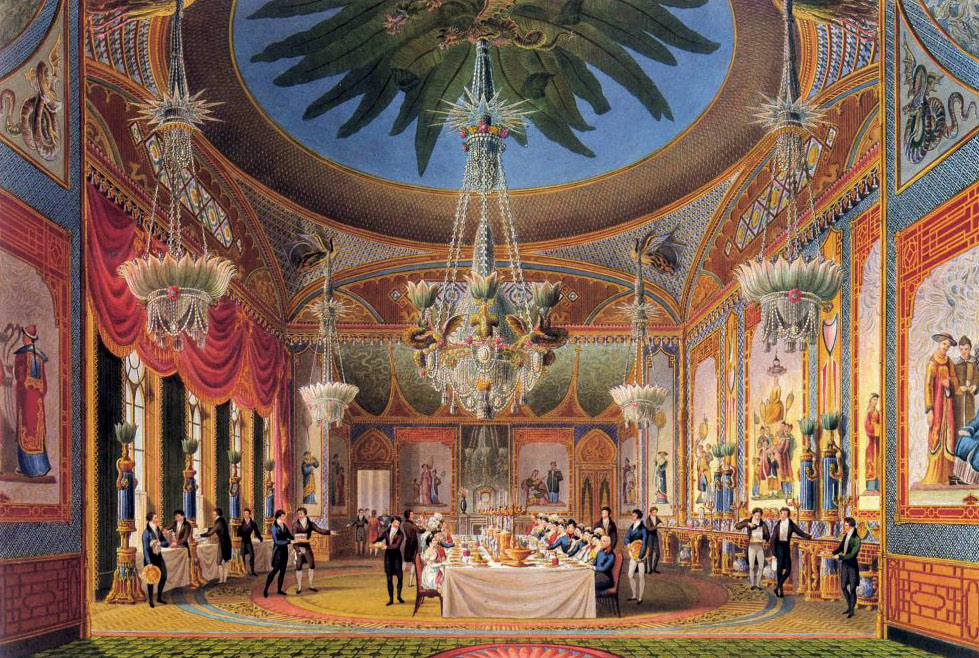
Банкетный зал. Из альбома Джона Нэша. 1826
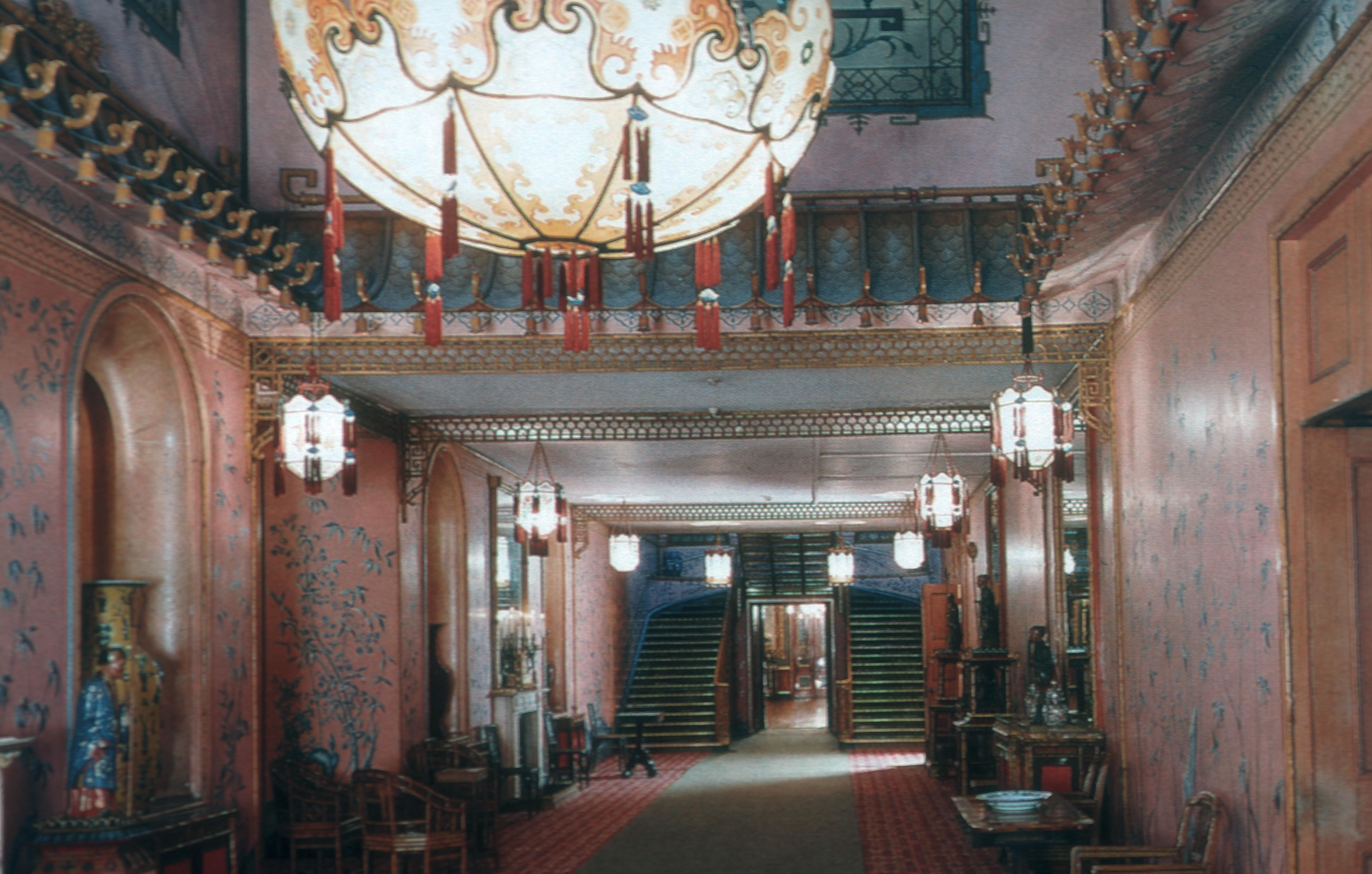
Длинная галерея
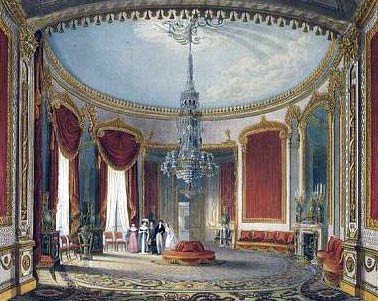
Большой салон
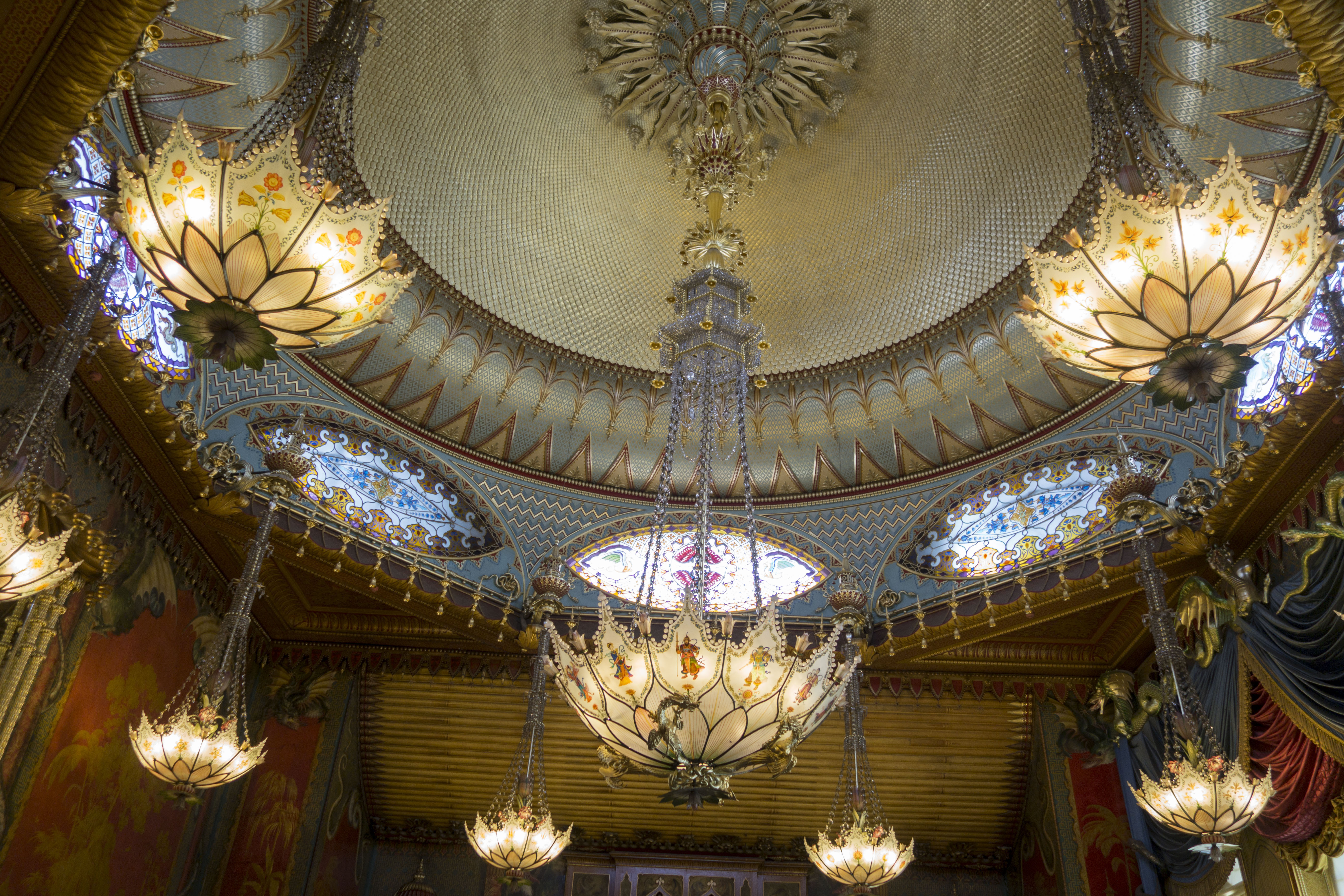
Купол Музыкального салона
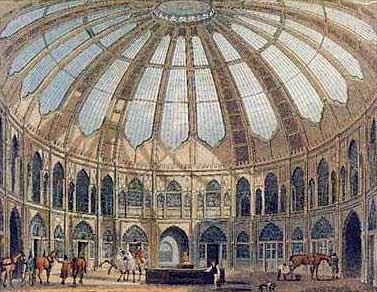
Павильон конюшни
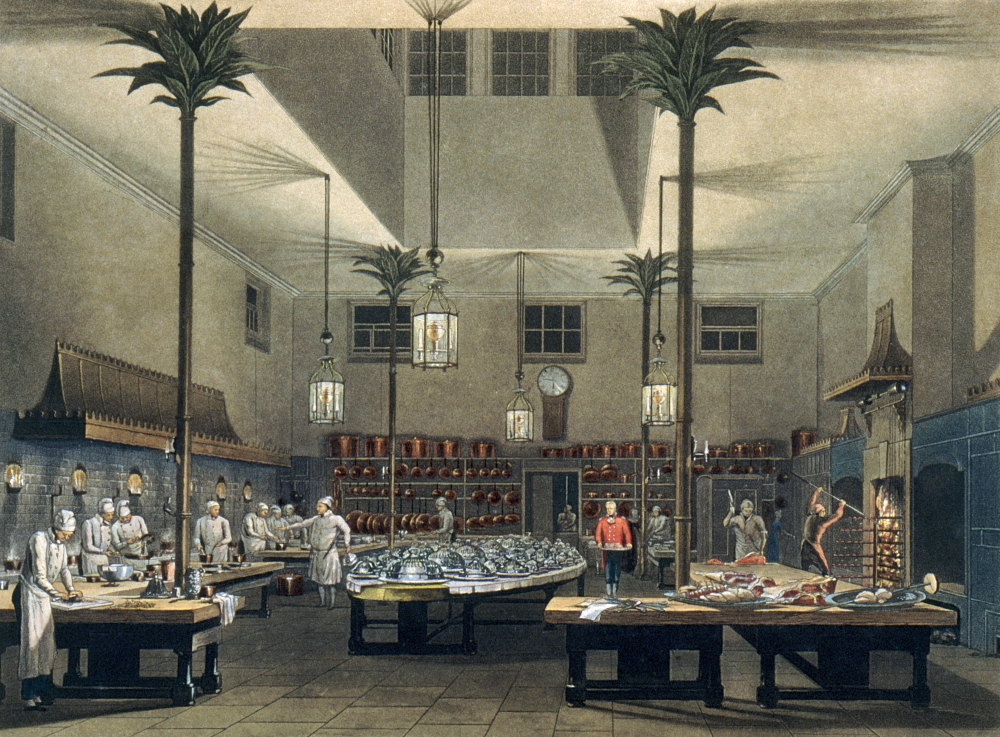
Королевская кухня
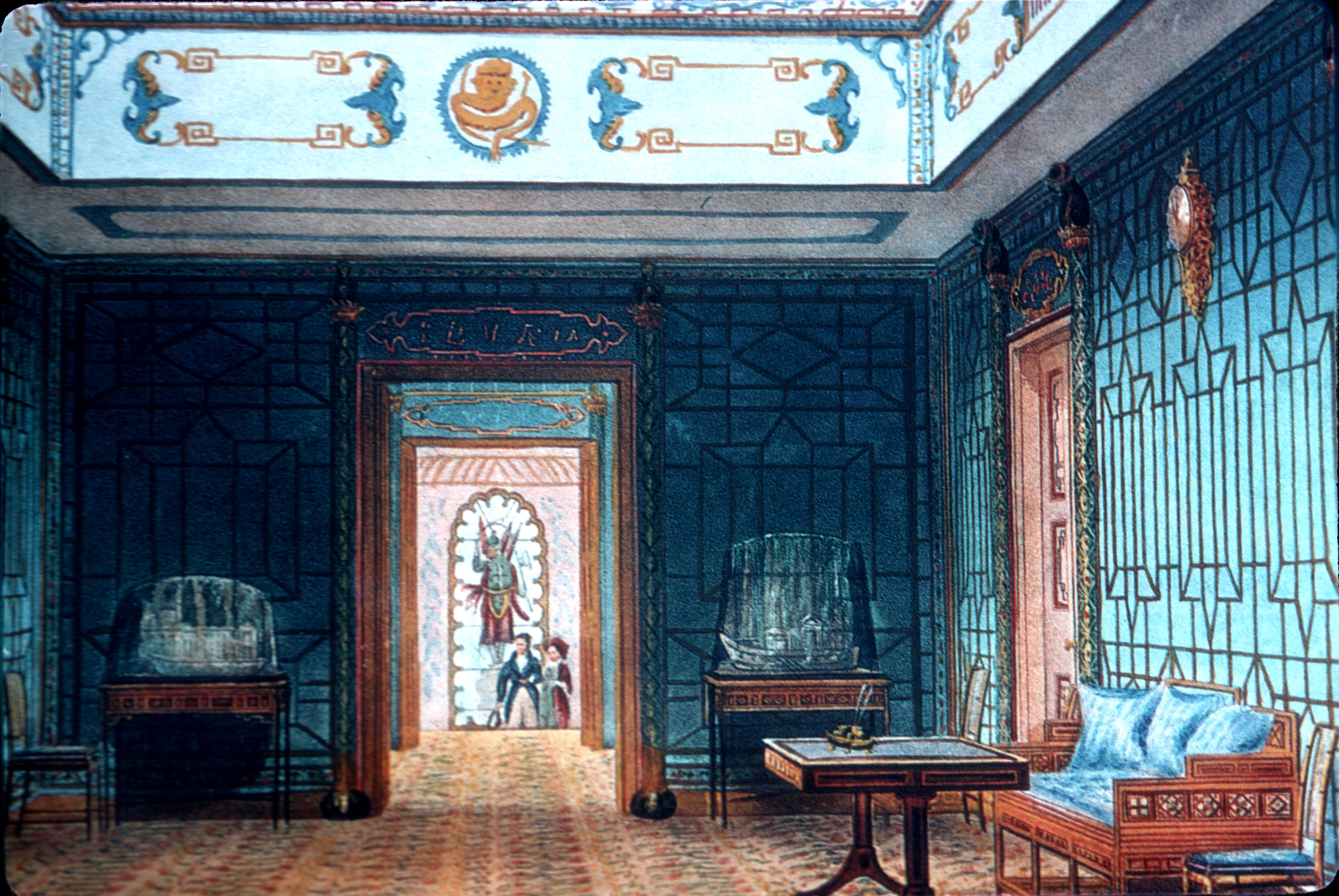
Южная галерея

## В культуре
В фильме «Ричард III» 1995 года Павильон изображён стоящим на берегу моря; в действительности, Павильон и набережную разделяют три городских квартала.